# حسن ونایی
حسن ونایی (زادهٔ ۱۳۴۷ در ملایر) نمایندهٔ حوزهٔ انتخابیهٔ ملایر در دورهٔ هشتم مجلس شورای اسلامی بوده‌است.
.